# Hatfield Chase

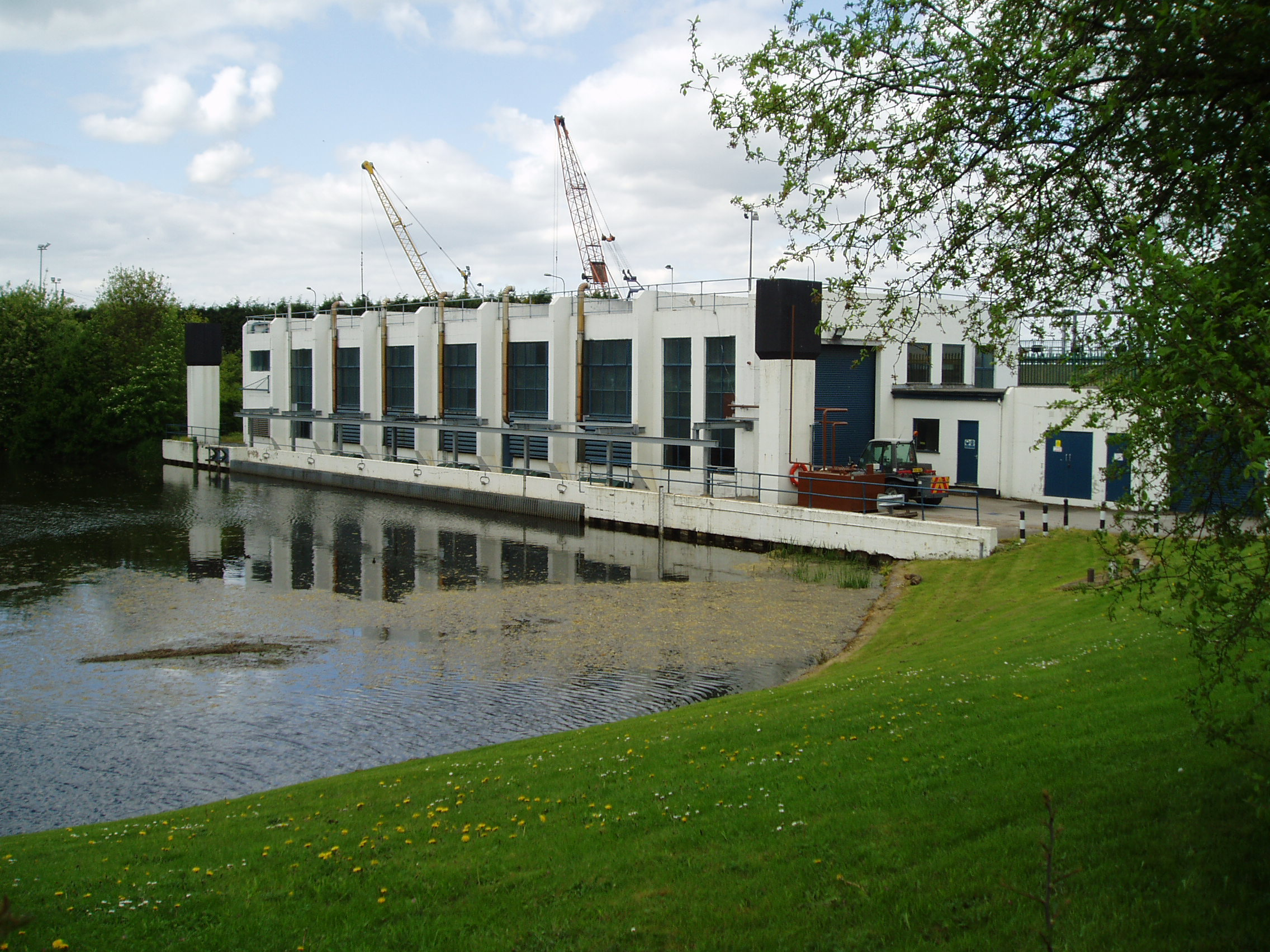
Estación de bombeo de Keadby que dirige el agua drenada de Hatfield Chase al río Trent (imagen tomada en 2010)

Hatfield Chase es un área baja en South Yorkshire y North Lincolnshire, Inglaterra. A menudo se inundaba. Hatfield Chase era un coto de caza real hasta que Charles I trató de drenarlo. Contrató a un ingeniero holandés para drenar el agua en 1626. El nombre del ingeniero era Cornelius Vermuyden. También cambió el curso de los ríos Don, Idle y Torne. Esto incluyó hacer canales de drenaje. Pero el proyecto no fue completamente exitoso. En la década de 1760 se trabajó más para resolver el problema de las inundaciones invernales. Las bombas modernas ahora trabajan para drenar el área. La historia de la persecución de Hatfield se remonta al final de la Gran Bretaña romana.

## Localización
Al oeste, Hatfield Chase está bordeado por la autopista M18. El río Ouse es su frontera norte. El río Idle se encuentra al sur, y la isla de Axholme limita con la zona al este. Cubre un área de alrededor de 110 millas cuadradas (280 km²), incluyendo dos grandes turberas conocidas como Thorne y Hatfield Moors. La persecución de Hatfield es parte de los antaño vastos niveles de Humberhead, un humedal que originalmente cubría unas 770 millas cuadradas (2.000 km²).

## Historia
Originalmente la región se llamaba Haethfieldlande o Hatfield. Era otro reino anglosajón menor que figuraba en el Escondite Tribal. Se sabe muy poco de Hatfield y nada de sus reyes. A diferencia de otros reinos menores en esta zona de Gran Bretaña, el nombre aquí es de origen anglosajón y no británico. Según el Tribal Hidage,'Hatfield-land' se fusionó con Lindsey en un solo reino. Después se le conoció simplemente como Hatfield Chase, un área en la parte oeste de Lindsey, más tarde parte de Yorkshire y Lincolnshire. Hatfield fue el lugar de un sínodo celebrado por Theodore, el Arzobispo de Canterbury hacia 680. Fue residencia real de varios reyes de Northumbria. Edwin de Northumbria murió aquí en la batalla de Hatfield Chase el 12 de octubre de 633. Más tarde, Hatfield Chase se convirtió en parte del East Riding de Yorkshire.
Antes del drenaje y descenso de los niveles de agua, la caza en Hatfield era el hogar de un gran número de aves acuáticas. Las aguas estaban llenas de peces de agua dulce.